# Nancy Benoit
Nancy Elizabeth Benoit, nata Nancy Elizabeth Toffoloni (Boston, 17 maggio 1964 – Fayetteville, 22 giugno 2007), è stata una wrestler, modella e manager di wrestling statunitense di origine italiana, nota per i suoi trascorsi nella World Championship Wrestling con il ring name Woman.

## Biografia
Dopo essersi diplomata alla DeLand High School di DeLand (Florida), Nancy Toffoloni ottenne un lavoro come centralinista presso la State Farm Insurance. Quando il fotografo George Napolitano ebbe bisogno di una bella ragazza da mettere in copertina sul numero del giugno 1984 di Wrestling All Stars, il collega Bill Otten gli suggerì la ventenne Nancy Toffoloni Daus. Nancy, che aveva lavorato come modella, si presentò insieme a suo marito Jim. In questo periodo conobbe il lottatore Kevin Sullivan, che le chiese di entrare a far parte del suo entourage lavorando nel mondo del wrestling.

### Gli inizi (1984-1989)
Il 30 giugno 1984 Nancy Toffoloni fece la sua prima apparizione su un ring di wrestling nella Championship Wrestling from Florida (CWF).
Con lo pseudonimo di Fallen Angel, era la valletta della stable capitanata da Kevin Sullivan, denominata "The Satanists", che includeva anche Luna Vachon, Mark Lewin e Oliver Humperdink. Il gruppo viaggiava per tutti gli Stati Uniti d'America per esibirsi in compagnie come la International Championship Wrestling (ICW) e la Southwest Championship Wrestling (SCW).

### World Championship Wrestling (1989-1990)
In WCW apparve inizialmente come una "fan" innamorata di Rick Steiner di nome Robin Green, con indosso una maglietta degli Steiner Brothers e grandi occhiali da vista. Sedeva tra il pubblico assistendo a ogni incontro degli Steiner, tifando principalmente per Rick. Alla fine sì rivelò una traditrice, alleandosi con Kevin Sullivan e adottando il ring name Woman divenne la manager dei Doom (Butch Reed & Ron Simmons). Dopo aver abbandonato i Doom, si alleò con Ric Flair e i Four Horsemen.

### Extreme Championship Wrestling (1993-1996)
Alla fine del 1993, Kevin Sullivan e Woman entrarono nella Extreme Championship Wrestling. Nel dicembre 1993, Sullivan e The Tazmaniac vinsero i titoli ECW Tag Team Championship. Restarono campioni fino al 1994, quando furono sconfitti da The Public Enemy.
Quando Sullivan lasciò la ECW nella primavera del 1994, Woman iniziò a fare da manager a The Sandman. Il personaggio di Sandman si era allontanato dalla moglie e valletta, Peaches, che l'aveva abbandonato dopo che lui l'aveva colpita accidentalmente durante un match nel quale era rimasto temporaneamente accecato. Woman mise ulteriore zizzania tra The Sandman e Peaches, convincendo l'uomo che Peaches lo stava tradendo con Tommy Cairo. Come sua manager, Woman gli apriva le birre e gli accendeva le sigarette prima dei match. Cominciò anche a portarsi dietro un bastone da Kendō con il quale spesso colpiva gli avversari del suo cliente. A When Worlds Collide il 14 maggio 1994, Woman e The Sandman persero contro Cairo e Peaches in un Singapore Cane match.
Nella metà del 1994, The Sandman iniziò un feud con Tommy Dreamer dopo che questi aveva baciato Woman. La faida culminò in un "I Quit" match svoltosi il 1º ottobre 1994, durante il quale The Sandman fu apparentemente accecato da Dreamer che gli spense una sigaretta nell'occhio e lo colpì in faccia con una canna di bambù. Poco tempo dopo, Woman annunciò di voler lasciare il management di The Sandman perché ormai era "inutilizzabile". Quando Tommy Cairo prese in giro The Sandman, Dreamer lo sfidò a un match al ppv November to Remember del 5 novembre 1994. Allo stesso evento, Peaches cercò di riconciliarsi con The Sandman. Woman interruppe la riconciliazione, colpendo Peaches e minacciando The Sandman. Dopo che Dreamer accorse sul ring per fermare Woman, The Sandman rivelò di non essere veramente cieco e aggredì Tommy, svelando come l'estraniamento da Woman fosse stato solo un piano per mettere Dreamer e Cairo l'uno contro l'altro.
Nell'aprile 1995, Woman abbandonò nuovamente The Sandman, per fare da manager a Shane Douglas. A Hostile City Showdown, il 15 aprile 1995, aiutò invece The Sandman a sconfiggere Douglas per il titolo ECW World Heavyweight Championship, colpendolo a un ginocchio con il bastone da kendo, rivelando che l'abbandono di Sandman era stato un ennesimo bluff.
A seguito della vittoria di The Sandman, Woman cominciò a portare la cintura di campione ECW World Heavyweight con sé a bordo ring. Nel corso del 1995, aiutò The Sandman a difendere la cintura in varie occasioni in una serie di match contro Cactus Jack. Nel settembre 1995, cominciò a fare da manager anche a 2 Cold Scorpio, un alleato di The Sandman, all'epoca ECW World Television Champion in carica. Alla fine del 1995, The Sandman ebbe un feud con Mikey Whipwreck, durante il quale si ebbe una controversa storyline nella quale Woman si eccitava sessualmente quando The Sandman colpiva con il bastone Whipwreck. Il regno di Sandman come campione ECW durò fino al 28 ottobre 1995, quando fu sconfitto da Whipwreck in un Ladder match mentre Steve Austin si assicurava che Woman non potesse interferire. Nella stessa serata 2 Cold Scorpio sconfisse Rocco Rock in un match singolo vincendo l'ECW World Tag Team Championship, e scelse The Sandman come suo partner di coppia. The Sandman riconquistò la cintura ECW World Heavyweight Championship in un Three-way dance match con Whipwreck ed Austin al ppv December to Dismember svoltosi il 9 dicembre 1995, dando quindi a Woman, la loro manager, il controllo di tutte e tre le cinture.
Il 29 dicembre 1995, a Holiday Hell, Mikey Whipwreck sconfisse 2 Cold Scorpio in un match singolo con in palio i titoli ECW World Tag Team Championship. The Sandman perse il titolo ECW World Heavyweight Championship il 27 gennaio 1996, venendo sconfitto da Raven. Il 27 gennaio 1996 durante una puntata del programma ECW Hardcore TV, Woman annunciò il suo ritorno nella World Championship Wrestling, rinunciando al management di The Sandman e 2 Cold Scorpio.

### World Championship Wrestling (1996-1997)
Woman fece il suo ritorno in WCW il 22 gennaio 1996 durante una puntata di WCW Monday Nitro, tra le molte donne che stavano in piedi nella navata e agitavano le braccia al passaggio di Hulk Hogan e Randy Savage mentre si dirigevano al ring. Il 5 febbraio a Nitro tradì Savage durante un suo match con Chris Benoit e si alleò con Flair, Arn Anderson, Brian Pillman, e Benoit nell'incarnazione dell'epoca dei Four Horsemen. Anche Miss Elizabeth entrò a far parte della stable come manager e valletta.
Nel 1996, Pillman lasciò gli Horsemen, ma al gruppo si aggiunsero in giugno Steve McMichael e la moglie Debra, che ebbe subito dei contrasti con Woman. Spesso durante le interviste, Debra criticava il gusto e l'aspetto fisico di Woman, da lei definito "vistoso" e "volgare", quando lei non era presente. Nonostante le forti tensioni, le due manager non arrivarono mai a uno scontro fisico.
Nello stesso periodo, Woman iniziò una relazione sullo schermo con Benoit, che all'epoca aveva in corso un feud con Kevin Sullivan, suo marito nella vita reale. Il 7 dicembre a WCW Saturday Night, durante un'intervista post-match con Sullivan, gli fu mostrato un filmino amatoriale girato in cucina dove si vedevano Woman e Benoit che si sbaciucchiavano. Inoltre, Woman provocava Sullivan dicendogli: «Non puoi trovarmi» e «io sono la mia donna» mentre Benoit aggiungeva: «Ti consideri il maestro degli scacchi umani. Beh, il mio alfiere ha appena preso la tua regina!». Dopo la messa in onda del video, Sullivan rimase senza parole, e il suo manager Jimmy Hart lo condusse dietro le quinte. Questo angle portò a un feud tra Benoit e Sullivan.
Alla fine, la relazione sentimentale Benoit-Nancy finì per diventare reale anche al di fuori della kayfabe. Per questa ragione, si è spesso ironizzato sul fatto che Kevin Sullivan abbia fatto da booker "al suo stesso divorzio". I due divorziarono infatti nel 1997, e Sullivan inoltre perse un retirement match contro Benoit. Al di là delle storyline, il suo vero intento era quello di ritirarsi dal ring per concentrarsi sull'attività di booker.
L'ultima apparizione di Woman in WCW ebbe luogo il 26 maggio 1997 a Monday Nitro quando accompagnò Benoit a bordo ring per un confronto con Jimmy Hart riguardo alla questione con Sullivan, che non era presente. Nelle settimane successive allo show, Benoit si presentò sempre da solo senza di lei. Dopo avergli fatto da manager per poco più di sei mesi, Woman sparì dalla circolazione e non fu data nessuna spiegazione della sua scomparsa improvvisa, e non venne mai più menzionata in un programma WCW.

### Vita privata
Nancy Toffoloni è stata sposata fino al 1984, anno in cui iniziò la sua carriera nel mondo del wrestling. Nel 1985 sposò il collega Kevin Sullivan, ma i due divorziarono nel 1997. Nel 2000 si sposò con un altro wrestler, Chris Benoit, dal quale ebbe un figlio, Daniel, nato nel 2000.

### Morte
Il 22 giugno 2007 Nancy e Daniel furono uccisi da Chris Benoit nella loro casa di Fayetteville (Georgia).
Nel corso di una conferenza stampa svoltasi il 26 giugno, il procuratore distrettuale della contea di Fayette, Scott Ballard, riportò ufficialmente la notizia che Chris Benoit aveva ucciso la moglie e il figlio e poi si era suicidato. Accanto al cadavere di Nancy fu trovata una Bibbia, e la causa del decesso fu indicata in asfissia. Aveva lividi sulla schiena e sullo stomaco compatibili con un aggressore che le aveva premuto un ginocchio sulla schiena mentre le tirava una corda intorno al collo. Anche Daniel era morto per asfissia, però senza apparenti segni di costrizione. Aveva lesioni interne alla zona della gola, ma nessun livido, il che indica che potrebbe essere stato ucciso tramite soffocamento. Benoit uccise Nancy venerdì, Daniel sabato, poi domenica si impiccò con la corda di una macchina per pesi nel suo seminterrato.
La cerimonia funebre per Nancy e Daniel si svolse a Daytona Beach, Florida, il 14 luglio 2007. Entrambi furono cremati e le ceneri collocate in urne a forma di stella marina. Anche Chris venne cremato, ma il destino delle sue ceneri non è stato comunicato pubblicamente.
Dopo la morte di Nancy, nel 2007 la rivista pornografica Hustler pubblicò delle sue foto di nudo scattate in un servizio fotografico quando la Toffoloni aveva vent'anni. Il fatto suscitò sdegno e scalpore e alcuni critici accusarono Larry Flynt, proprietario della rivista, di stare speculando sulla morte violenta di Nancy Benoit. I familiari di Nancy fecero causa al giornale, ma questa fu respinta in quanto il giudice stabilí che le foto pubblicate da Flynt, non avendo nessun legame con l'omicidio e risalendo a molti anni prima, potevano essere divulgate.

## Personaggio
- Wrestler, tag team e stable assistiti
  - Kevin Sullivan
  - Doom
  - The Four Horsemen
  - Ric Flair
  - The Sandman
  - 2 Cold Scorpio
  - Chris Benoit